# Корнич (герб)
Корнич (пол. Kornic) — шляхетський герб руського (українського) походження.

## Опис
У червоному полі на трьох сходинках один срібний  хрест св. Антонія з такого ж кольору половинками буханців на кінцях поперечини.

## Походження
Давній руський герб, який походить з Волині.
Герб, згаданий у судових документах у п'ятнадцятому столітті. Найдавніша згадка від 1420 р., Найстаріша печатка від 1440 р. За словами Длугоша, Корнич - герб руського походження, переданий до Сілезії, де була започаткована династія Демонів. Священик-геральдист Блажек, який досліджував сілезькі сім'ї для гербовника Зібмачера, стверджував, що це польський герб, також знайдений у Чехії, де його використовувала сім'я Собков .

## Використання
- Ясенецькі

Польський перелік: Antoniewicz, Antonowicz, Bielik, Bielin, Bies, Biesicki, Biesiecki, Bisiecki, Bludowski, Cloch, Dembowski, Dębowski, Dubowicki, Dubowiecki, Frydrychowski, Gorecki, Górecki, Grodzimont, Grzybowski, Hinal, Horodecki, Hunal, Hunel, Inwaldzki, Inwałdski, Jajkowski, Jarosiewski, Jaroszewski, Jaroszowski, Jasienicki, Jasieniecki, Jędruski, Karnacholski, Karnaszewicz, Karnazewicz, Karniłowicz, Karszazewicz, Katowski, Klar, Kloch, Kmita, Koczeński, Kordowski, Korn, Kornacholski, Kornaszewski, Kornic, Kornickii, Kornicz, Korniłłowicz, Korniłowicz, Korniłowski, Korolko, Korowicki, Korpulewski, Kurniewicz, Laskowski, Laszkowski, Lyaszkowski, Łaszkowski, Marszałek, Meduski, Metelicki, Porembski, Porębski, Porubski, Roszkowski, Rymułtowski, Sałacki, Siestrzeniec, Słop, Sobek, Sokoł, Sokołowski, Sokół, Szczepanowski, Tuchliński, Walcerowski, Wasilowski, Wasiłowski, Wilamowski, Zakrzewski, Zdański, Zdzański.